# Xanthorhoe emutata
Xanthorhoe emutata är en fjärilsart som beskrevs av Wagner 1919. Xanthorhoe emutata ingår i släktet Xanthorhoe och familjen mätare. Inga underarter finns listade i Catalogue of Life.